# Celso Waack Bueno
Celso Waack Bueno (São Paulo, 13 de fevereiro de 1928 — Campinas, 15 de março de 2017) foi um economista brasileiro.  Formado em Economia pela Universidade de São Paulo (USP), com pós-graduação pela New School for Social Research, em Nova York, e pela Université Paris 1 - Panthéon Sorbonne, na França, trabalhou por 10 anos como membro da equipe técnica da Organização das Nações Unidas para desenvolvimento econômico, inicialmente na Comissão Econômica para a América Latina e o Caribe (CEPAL) e, depois, na Secretaria-Geral da ONU, em Nova York. Retornou ao Brasil em 1982 para dedicar-se ao ensino de economia e relações internacionais, tendo atuado em instituições de ensino superior como Fundação Getúlio Vargas (FGV-SP), Pontifícia Universidade Católica de São Paulo (PUC-SP), Faculdade Santa Marcelina e Universidade Cruzeiro do Sul (UNICSUL). Foi autor de três livros sobre economia e relações internacionais — Desenvolvimento e Convergência (1998), A Realidade Subjacente (2010) e Desenvolvimento Generalizável (2016) —, que abordam o modelo de desenvolvimento econômico mundial em sentido histórico, apontando contradições entre a compulsão global ao crescimento e os limites estabelecidos pela disponibilidade de recursos naturais. Escrevia regularmente artigos sobre economia, meio ambiente e relações internacionais no blog "Desenvolvimento Generalizável".  

## Artigos acadêmicos
Algumas Aplicações de uma Contabilidade Social em Tempos de Trabalho - com Ênfase em Aspectos Internacionais e de Avaliação Socioeconômica, 1997.